# Kemestaródfa
Kemestaródfa je obec v Maďarsku v župě Vas. Leží těsně u hranic s Rakouskem
Rozkládá se na ploše 6,35 km² a v roce 2024 zde žilo 227 obyvatel.